# Регіональні автомобільні шляхи України
Регіональна автомобільна дорога — автомобільна дорога, що з'єднує:
- дві або більше областей між собою;
- основні міжнародні автомобільні пункти пропуску через державний кордон;
- морські та авіаційні порти міжнародного значення;
- найважливіші об'єкти національної культурної спадщини;
- курортні зони з міжнародними та національними автомобільними дорогами.[1]

## Перелік регіональних автомобільних доріг України (у редакції за 2024 рік)
| Індекс та номер дороги                                | Найменування автомобільної дороги                                                                                               | Протяжність, км |
| ----------------------------------------------------- | --- | --------------- |
| Р01                                                   | Київ — Обухів | 20,3            |
| Р02                                                   | Київ — Іванків — Овруч | 175,2           |
|                                                       | Під'їзди: |                 |
|                                                       | до Чорнобильської АЕС (контрольно-пропускний пункт «Дитятки»)                                                                   | 27,7            |
|                                                       | до меморіального комплексу в с. Нові Петрівці                                                                                   | 1,9             |
|                                                       | Разом | 204,5           |
| Р03                                                   | Північно-східний обхід м. Києва                                                                                                 | 28,7            |
|                                                       | Під'їзд до автомобільної дороги М03                                                                                             | 5,3             |
|                                                       | Разом | 32,2            |
| Р04                                                   | Київ — Фастів — Біла Церква — Тараща — Звенигородка                                                                             | 214,8           |
|                                                       | Під'їзди: |                 |
|                                                       | до м. Фастова № 1 | 1,0             |
|                                                       | до м. Фастова № 2 | 0,6             |
|                                                       | Разом | 216,4           |
| Р05                                                   | Контрольно-пропускний пункт «Дитятки» — контрольно-пропускний пункт «Прип'ять»                                                  | 41,6            |
|                                                       | Під'їзди: |                 |
|                                                       | до державного спеціалізованого підприємства «Чорнобильська АЕС»                                                                 | 4,0             |
|                                                       | до с. Страхолісся | 28,6            |
|                                                       | до с. Старі Соколи | 16,4            |
|                                                       | Разом | 90,6            |
| Р06                                                   | Контрольно-пропускний пункт «Чорнобиль» — контрольно-пропускний пункт «Овруч»                                                   | 64,5            |
|                                                       | Під'їзди: |                 |
|                                                       | до м. Прип'яті | 24,8            |
|                                                       | до комплексу виробництв "Вектор" та "Буряківка"                                                                                 | 2,7             |
|                                                       | до с. Мар'янівка | 18,0            |
|                                                       | до м. Чорнобиля | 2,6             |
|                                                       | Разом | 112,6           |
| Р08                                                   | Немирів — Ямпіль | 119,8           |
| Р09                                                   | Миронівка — Канів | 39,5            |
| Р10                                                   | Р09 — Черкаси — Чигирин — Кременчук                                                                                             | 164,5           |
|                                                       | Під'їзд до с. Суботів | 19,0            |
|                                                       | Разом | 183,5           |
| Р11                                                   | Полтава — Красноград | 52,1            |
| Р14                                                   | Луцьк — Ківерці — Маневичі — Любешів — Дольськ                                                                                  | 154,2           |
| Р15                                                   | Ковель — Володимир — Червоноград — Жовква                                                                                       | 146,5           |
|                                                       | Під'їзд до м. Володимира | 1,2             |
|                                                       | Об'їзд м. Володимира | 3,8             |
|                                                       | Разом | 151,5           |
| Р16                                                   | Під'їзди до спецоб'єктів в Автономній Республіці Крим                                                                           | 86,0            |
| Р17                                                   | Біла Церква — Тетіїв — Липовець — Гуменне — М30                                                                                 | 158,2           |
| Р18                                                   | Житомир — Попільня — Сквира — Володарка — Ставище                                                                               | 153,6           |
| Р19                                                   | Фастів — Митниця — Обухів — Ржищів                                                                                              | 91,7            |
| Р20                                                   | Тязів — Снятин — Косів — Старі Кути                                                                                             | 160,6           |
| Р21                                                   | Долина — Хуст | 128,1           |
|                                                       | Під'їзд до м. Хуста | 0,7             |
|                                                       | Разом | 128,8           |
| Р22                                                   | Контрольно-пропускний пункт «Красна Талівка» — Луганськ                                                                         | 55,9            |
| Р23                                                   | Сімферополь — Феодосія | 109,6           |
| Р24                                                   | Татарів — Косів — Коломия — Борщів — Кам'янець-Подільський                                                                      | 251,7           |
| Р25                                                   | Сімферополь — Євпаторія | 53,0            |
| Р26                                                   | Острог — Кременець | 72,9            |
| Р27                                                   | Севастополь — Інкерман | 38,5            |
| Р29                                                   | Алушта — Судак — Феодосія | 121,3           |
| Р30                                                   | Під'їзд до м. Ірпеня | 7,1             |
| Р31                                                   | Бердичів — Хмільник — М30 | 81,3            |
| Р33                                                   | Вінниця — Турбів — Гайсин — Балта — Велика Михайлівка — М16                                                                     | 359,4           |
| Р34                                                   | Ялта — Алушта | 77,4            |
| Р35                                                   | Грушівка — Судак | 20,2            |
| Р36                                                   | Немирів — Могилів-Подільський                                                                                                   | 105,3           |
| Р37                                                   | Енергодар — Василівка | 70,3            |
| Р38                                                   | Богородчани — Гута | 36,4            |
| Р39                                                   | Броди — Тернопіль | 72,3            |
| Р40                                                   | Рава-Руська — Яворів — Судова Вишня                                                                                             | 54,8            |
| Р41                                                   | Обхід м. Тернополя | 14,5            |
| Р42                                                   | Лубни — Миргород — Опішня — Н12                                                                                                 | 122,1           |
| Р43                                                   | М19 — Ланівці — Н02 | 56,2            |
| Р44                                                   | Суми — Путивль — Глухів | 131,2           |
| Р45                                                   | Суми — Краснопілля — Богодухів                                                                                                  | 104,1           |
| Р46                                                   | Харків — Охтирка | 102,8           |
| Р47                                                   | Херсон — Нова Каховка — Генічеськ                                                                                               | 213,4           |
|                                                       | Під'їзд до заповідника «Асканія-Нова»                                                                                           | 22,4            |
|                                                       | Під'їзд до м. Каховки | 3,2             |
|                                                       | Разом | 239,0           |
| Р48                                                   | Р24 — Сатанів — Війтівці — Білогір'я — Р26                                                                                      | 184,9           |
| Р49                                                   | Васьковичі — Шепетівка | 162,0           |
| Р50                                                   | Ярмолинці — Сатанів | 48,0            |
|                                                       | Під'їзд до с. Ярмолинці | 2,6             |
|                                                       | Під'їзд до державного курорту «Сатанів»                                                                                         | 5,1             |
|                                                       | Разом | 55,7            |
| Р51                                                   | Мерефа — Лозова — Павлоград | 158,5           |
| Р53                                                   | Контрольно-пропускний пункт «Малий Березний» — Малий Березний                                                                   | 3,1             |
| Р54                                                   | Краснопілка — Теплик — Бершадь — Саврань — Дубинове — М05                                                                       | 148,6           |
| Р55                                                   | М14 — Вознесенськ — Новий Буг                                                                                                   | 207,0           |
| Р56                                                   | Чернігів — Пакуль — контрольно-пропускний пункт «Славутич» — Чорнобиль                                                          | 59,5            |
|                                                       | Під'їзд до м. Славутича | 13,6            |
|                                                       | Разом | 73,1            |
| Р57                                                   | Олешки — Гола Пристань — Скадовськ                                                                                              | 82,6            |
|                                                       | Під'їзд до м. Олешок | 2,9             |
|                                                       | Разом | 85,5            |
| Р58                                                   | Севастополь — порт "Комишова бухта"                                                                                             | 8,2             |
| Р59                                                   | Під'їзд до спецоб'єктів м. Севастополь                                                                                          | 2,9             |
| Р60                                                   | Кролевець — Конотоп — Ромни — Пирятин                                                                                           | 215,8           |
| Р61                                                   | Батурин — Конотоп — Суми | 146,2           |
|                                                       | Під'їзд до заповідника «Гетьманська Столиця»                                                                                    | 1,1             |
|                                                       | Разом | 147,3           |
| Р62                                                   | Криворівня — Усть-Путила — Старі Кути — Вижниця — Сторожинець — Чернівці                                                        | 111,1           |
| Р63                                                   | Н03 — Вартиківці — контрольно-пропускний пункт «Сокиряни»                                                                       | 88,5            |
|                                                       | Під'їзди: |                 |
|                                                       | до контрольно-пропускного пункту «Росошани»                                                                                     | 21,1            |
|                                                       | до контрольно-пропускного пункту «Кельменці»                                                                                    | 1,6             |
|                                                       | Разом | 111,2           |
| Р64                                                   | Ківшовата — Шушківка — Лисянка — Моринці — Шевченкове — Тарасівка — Н16                                                         | 81,1            |
| Р65                                                   | Контрольно-пропускний пункт «Миколаївка» — Семенівка — Новгород-Сіверський — Глухів — контрольно-пропускний пункт «Катеринівка» | 126,0           |
| Р66                                                   | Контрольно-пропускний пункт «Демино-Олександрівка» — Сватове — Лисичанськ — Луганськ                                            | 231,5           |
| Р67                                                   | Чернігів — Ніжин — Прилуки — Пирятин                                                                                            | 183,8           |
|                                                       | Під'їзд до м. Ніжин | 7,7             |
|                                                       | Разом | 191,5           |
| Р68                                                   | Талалаївка — Ічня — Тростянець — Сокиринці — Н07                                                                                | 94,4            |
|                                                       | Під'їзд до Національного історико-культурного заповідника «Качанівка»                                                           | 5,3             |
|                                                       | Разом | 99,7            |
| Р69                                                   | Київ — Вишгород — Десна — Чернігів                                                                                              | 135,6           |
|                                                       | Під'їзд до смт Гончарівське | 3,0             |
|                                                       | Разом | 138,6           |
| Р71                                                   | Одеса — Іванівка — Ананьїв — Піщана — Хащувате — Колодисте — Рижавка — М05                                                      | 274,1           |
| Р72                                                   | Контрольно-пропускний пункт «Старокозаче» — Білгород-Дністровський                                                              | 32,4            |
| Р73                                                   | Н08 — Нікополь | 63,1            |
| Р75                                                   | Контрольно-пропускний пункт «Тимкове» — Балта — Первомайськ — Доманівка — Олександрівка                                         | 186,3           |
| Р76                                                   | Контрольно-пропускний пункт «Прикладники» — Зарічне — Дубровиця                                                                 | 80,5            |
| Р77                                                   | Рівне — Тучин — Гоща — Н25 | 65,2            |
| Р78                                                   | Харків — Зміїв — Балаклія — Гороховатка                                                                                         | 134,0           |
| Р79                                                   | М18 — Сахновщина — Ізюм — Куп'янськ — контрольно-пропускний пункт «Піски»                                                       | 277,4           |
| Р81                                                   | Казанка — Снігурівка — Р47 | 133,9           |
| Р82                                                   | Сосниця — Короп — М02 | 71,9            |
| Р83                                                   | Славутич — Любеч — Ріпки — М01 — Городня — Н28 — Сновськ — Корюківка — Семенівка — Костобобрів — Чайкине — Н27                  | 264,3           |
|                                                       | Під'їзд до селища Березна | 26,9            |
|                                                       | Під'їзд до села Бреч | 7,9             |
|                                                       | Разом | 299,1           |
| Р84                                                   | Бібрка — Кам'янка-Бузька — Жовква — Городок — Миколаїв — Жидачів — Калуш — Бурштин                                              | 278,8           |
| Р85                                                   | Дніпро — Васильківка — Покровське — Гуляйполе — Пологи — Мелітополь                                                             | 255,5           |
| Р86                                                   | Гуків — Дунаївці — Могилів-Подільський                                                                                          | 162,0           |
| Р87                                                   | Галич — Підгайці — Сатанів | 132,1           |
| Загальна протяжність регіональних автомобільних доріг | Загальна протяжність регіональних автомобільних доріг                                                                           | 9503,0          |